# Escrita de selo pequeno
A escrita de selo pequeno (em chinês:  小篆, transl. xiǎozhuàn; anteriormente romanizada como Hsiao-chuan), ou escrita qin (秦篆, Qínzhuàn ), é uma forma arcaica de caligrafia chinesa. Foi padronizada e promulgada como padrão nacional pelo governo de Qin Shihuang, fundador da dinastia chinesa Qin.

## História
Antes da conquista do Qin dos outros seis principais estados beligerantes da China Zhou, os estilos locais de caracteres evoluíram independentemente uns dos outros durante séculos, produzindo "Escritas dos Seis Estados" (六國文字), todos incluídos no termo geral "escrita de selo grande".
No entanto, sob um governo unificado, a diversidade foi considerada indesejável, pois dificultava a comunicação, o comércio, a tributação e os transportes em tempo útil, e porque escritas independentes podiam ser utilizadas para representar ideias políticas divergentes.
Consequentemente, o Imperador Qin Shi Huang determinou a unificação sistemática de unidades monetárias, medidas, pesos, leis etc., e o uso de uma escrita padrão. Esta política entrou em vigor por volta de 220 a.C., um ano após a unificação dos estados chineses por Qin.

### Padronização
Há indícios de que a unificação das escritas se iniciou antes da unificação da China por Qin Shihuang. Mas ela foi sugerida por seu primeiro ministro Li Si, que foi encarregado de regular a escrita, compilando um índice de caracteres chineses padrões. Assim, ele compilou o Cangjiepian. O resultado final foi a adoção da escrita de selo pequeno para uso oficial formal em todo país, em coexistência com a escrita clerical (Lishu) vulgarizada; enquanto outros tipos que não a escrita qin, encontrados em estados orientais, foram eliminados. Outros altos oficiais, Hu Wujing e Zhao Gao, compilaram também dicionários: respectivamente o Boxuepian e o Yuanlipian.